# جف گرایر
جف گرایر (انگلیسی: Jeff Grayer؛ زاده ۱۷ دسامبر ۱۹۶۵) یک ورزشکار است.